# Бокслейтнер, Брюс
Брюс Бокслейтнер (англ. Bruce Boxleitner; род. 12 мая 1950 года, Элджин, Иллинойс) — американский актёр.

## Ранние годы
Брюс Бокслейтнер родился в городе Элджин, Иллинойс, в семье аудитора. Посещал старшую школу в Маунт Проспект, Иллинойс, и Театральную школу драмы имени Гудмана при Чикагском институте искусств (позднее переименованную в Театральную школу Университета Де Поля).

## Карьера

### Актёрская карьера
В 1980 году Бокслейтнер снялся в фильме «Балтиморская пуля». В 1982 году он сыграл одну их главных ролей Алана Брэдли в фильме «Трон», и в 2010 году вернулся к этой роли, снявшись в фильме «Трон: Наследие». Также он участвовал в озвучке видеоигр Tron 2.0 и Tron: Evolution и мультсериала «Трон: Восстание».
В 1982 году Бокслейтнер сыграл Маршала Чейза в мини-сериале «Обнажённый аромат». Также он снимался в главных ролях в телесериалах «Как был завоеван Запад», «Верни их живыми» и  «Пугало и миссис Кинг». Брюс также снимался в эпизодах таких телесериалов, как «Шоу Мэри Тайлер Мур», «Дымок из ствола», «Когда мы встретимся вновь», «Байки из склепа», «Прикосновение ангела», «За гранью возможного» и «Шпионки».
Мировую известность Бокслейтнеру принесла роль капитана Джона Шеридана в сериале «Вавилон-5», которую он исполнял в 1994—1998 годах. Впоследствии он повторил эту роль в полнометражных фильмах по вселенной «Вавилон-5»: «Вавилон-5: В начале» (1998), «Вавилон-5: Третье пространство» (1998), «Вавилон-5: Призыв к оружию» (1999) и «Вавилон-5: Затерянные сказания» (2007).
В 2003 году Бокслейтнер сыграл роль генерала Джеймса Лонгстрита в фильме «Боги и генералы». В 2005 году он сыграл роль капитана Мартина Дюваля в сериале «Юные мушкетёры». В 2008 году Брюс озвучил роль Колина Бэрроу в фантастическом мультсериале «Космос: Территория смерти», а в 2012 году — полковника командира 33-го батальона Джона Конрада в игре Spec Ops: The Line.

### Модельная карьера
В 1986—1989 годах Бокслейтнер появился в рекламе для Estee Lauder’s «Лаудер для мужчин».

### Писательская карьера
Бокслейтнер написал два научно-фантастических романа: «Пограничная земля» (1999) и «Искатель» (2001).

## Личная жизнь
С 1977 по 1987 годы был женат на американской актрисе Кэтрин Холкомб. В этом браке у них родилось двое сыновей: Сэм (род. 1980) и Ли (род. 1985).
В 1995 году женился на Мелиссе Гилберт, которая впоследствии сыграла в сериале «Вавилон-5» жену Джона Шеридана Анну. В том же году у них родился сын Майкл. В 2011 году пара развелась. 1 марта 2011 года Мелиса Гилберт заявила, что они разошлись с Брюсом после 16 лет брака. 25 августа того же года Assiciated Press сообщило, что на основе судебных записей, Гилберт подала на развод.
В 2003 году был назначен в совет управляющих Национального космического общества, некоммерческую организацию, основанную доктором Вернером фон Брауном.
Брюс и Беверли Гарланд были лучшими друзьями в течение почти 30 лет. Они встретились на съемках эпизода сериала «Как был завоеван Запад», а позже вместе снимались в сериале «Пугало и миссис Кинг», хотя совместных сцен было очень мало. После закрытия «Пугало» Бокслейтнер продолжали очень близко общаться с Гарланд вплоть до её смерти 5 декабря 2008 года.

## Избранная фильмография
| Год       |    | Русское название                               | Оригинальное название                   | Роль                                  |
| --------- | -- | ---------------------------------------------- | --------------------------------------- | ------------------------------------- |
| 1973      | с  | Шоу Мэри Тайлер Мур                            | The Mary Tyler Moore Show               | Рик Уэлш                              |
| 1974—1976 | с  | Гавайи 5-O                                     | Hawaii Five-O                           | разные персонажи                      |
| 1975      | с  | Дымок из ствола                                | Gunsmoke                                | Тоби Хог                              |
| 1975      | с  | Женщина-полицейский                            | Police Woman                            | Эд Крол                               |
| 1976      | с  | Баретта                                        | Baretta                                 | Дом                                   |
| 1980      | ф  | Балтиморская пуля                              | The Baltimore Bullet                    | Билли Джо Роббинс                     |
| 1982      | ф  | Трон                                           | Tron                                    | Алан Брэдли / Трон                    |
| 1991      | с  | Байки из склепа                                | Tales from the Crypt                    | Уинтон Роббинс                        |
| 1992      | ф  | Каффс                                          | Kuffs                                   | Брэд Каффс                            |
| 1992      | ф  | Повторно не судят                              | Double Jeopardy                         | Джек Харт                             |
| 1994—1998 | с  | Вавилон-5                                      | Babylon 5                               | Джон Шеридан                          |
| 1995      | тф | Зоя                                            | Zoya                                    | Клейтон Эндрюс                        |
| 1998      | тф | Вавилон-5: В начале                            | Babylon 5: In the Beginning             | Джон Шеридан                          |
| 1998      | тф | Вавилон-5: Третье пространство                 | Babylon 5: Thirdspace                   | Джон Шеридан                          |
| 1998      | с  | Прикосновение ангела                           | Touched by an Angel                     | Скотт Таннер                          |
| 1999      | тф | Вавилон-5: Призыв к оружию                     | Babylon 5: A Call To Arms               | Джон Шеридан                          |
| 2000      | с  | За гранью возможного                           | The Outer Limits                        | сенатор Уиндом Броди                  |
| 2003      | ф  | Боги и генералы                                | Gods and Generals                       | генерал Джеймс Лонгстрит              |
| 2003      | ки | —                                              | Tron 2.0                                | Алан Брэдли / Трон                    |
| 2003      | с  | Шпионки                                        | She Spies                               | Председатель                          |
| 2004      | тф | Спасая Эмили                                   | Saving Emily                            | Грегори                               |
| 2005      | с  | Расследование Джордан                          | Crossing Jordan                         | Фостер Элдридж                        |
| 2005      | с  | Женщина-президент                              | Commander in Chief                      | Такер Бейнс                           |
| 2005      | ф  | Король затерянного мира                        | King of the Lost World                  | лейтенант Челленджер                  |
| 2005      | ки | —                                              | Kingdom Hearts II                       | Трон                                  |
| 2006      | тф | Как полюбить соседку                           | Falling in Love with the Girl Next Door | Фрэнк Лукас                           |
| 2007      | с  | Пандемия                                       | Pandemic                                | Кеннет Фридлендер                     |
| 2007      | с  | Детектив Раш                                   | Cold Case                               | Хак Оберленд                          |
| 2007      | в  | Вавилон-5: Затерянные сказания. Голоса во тьме | Babylon 5: The Lost Tales               | Джон Шеридан                          |
| 2008      | мф | Космос: Территория смерти                      | Dead Space: Downfall                    | Колин Бэрроу                          |
| 2008—2009 | с  | Чак                                            | Chuck                                   | доктор Вуди Вудкомб                   |
| 2008—2009 | с  | Герои                                          | Heroes                                  | Роберт Молден                         |
| 2010      | ф  | Трон: Наследие                                 | Tron: Legacy                            | Алан Брэдли / Трон                    |
| 2010      | ки | —                                              | Tron: Evolution                         | Трон                                  |
| 2010—2017 | с  | Морская полиция: Спецотдел                     | NCIS                                    | вице-адмирал Си Клиффорд Чейз         |
| 2011      | ф  | 51                                             | 51                                      | полковник Мартин                      |
| 2012      | с  | Благочестивые стервы                           | Good Christian Belles                   | Берл Лурд                             |
| 2012      | ки | —                                              | Spec Ops: The Line                      | Джон Конрад                           |
| 2012—2013 | мс | Трон: Восстание                                | Tron: Uprising                          | Трон                                  |
| 2013—2015 | с  | Кедровая бухта                                 | Cedar Cove                              | Боб Белдон                            |
| 2018—2019 | с  | Супергёрл                                      | Supergirl                               | президент Фил Бейкер                  |
| 2019      | с  | Когда зовёт сердце                             | When Calls the Heart                    | джентльмен Джонни Бун                 |
| 2022      | с  | Орвилл                                         | The Orville                             | Президент Планетарного Союза Алькузан |